# هانجيان

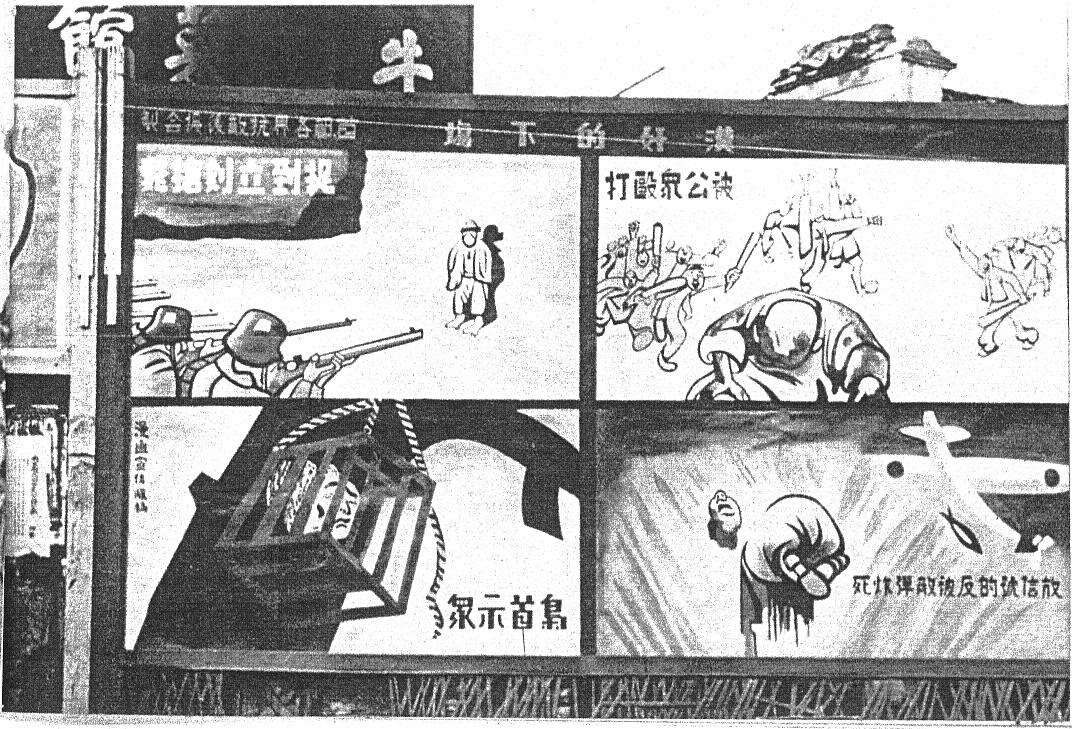

هانجيان كلمة صينية تعنى الخائن، وهو مصطلح تحقيير لخائن أمة ودولة هان الصينية، وإلى حد أقل، لعرقية هان. وكلمة هانجيان مميزة عن كلمة خائن العامة، والتي يمكن استخدامها على أي جنس أو بلد. كمصطلح صيني، فهو الدوغراف لحرفين يمثلان صوتا مفردا هما «هان» و «خائن».